# Euptychium philippinense
Euptychium philippinense är en bladmossart som beskrevs av Hugh Neville Dixon och Edwin Bunting Bartram 1939. Euptychium philippinense ingår i släktet Euptychium och familjen Pterobryaceae. Inga underarter finns listade i Catalogue of Life.